# René Barnérias
Pour les articles homonymes, voir Barnérias.
René Barnérias, né le 14 janvier 1928 à Thiers et mort le 13 février 2011 à Chausseterre (Loire) est un homme politique français.

## Biographie

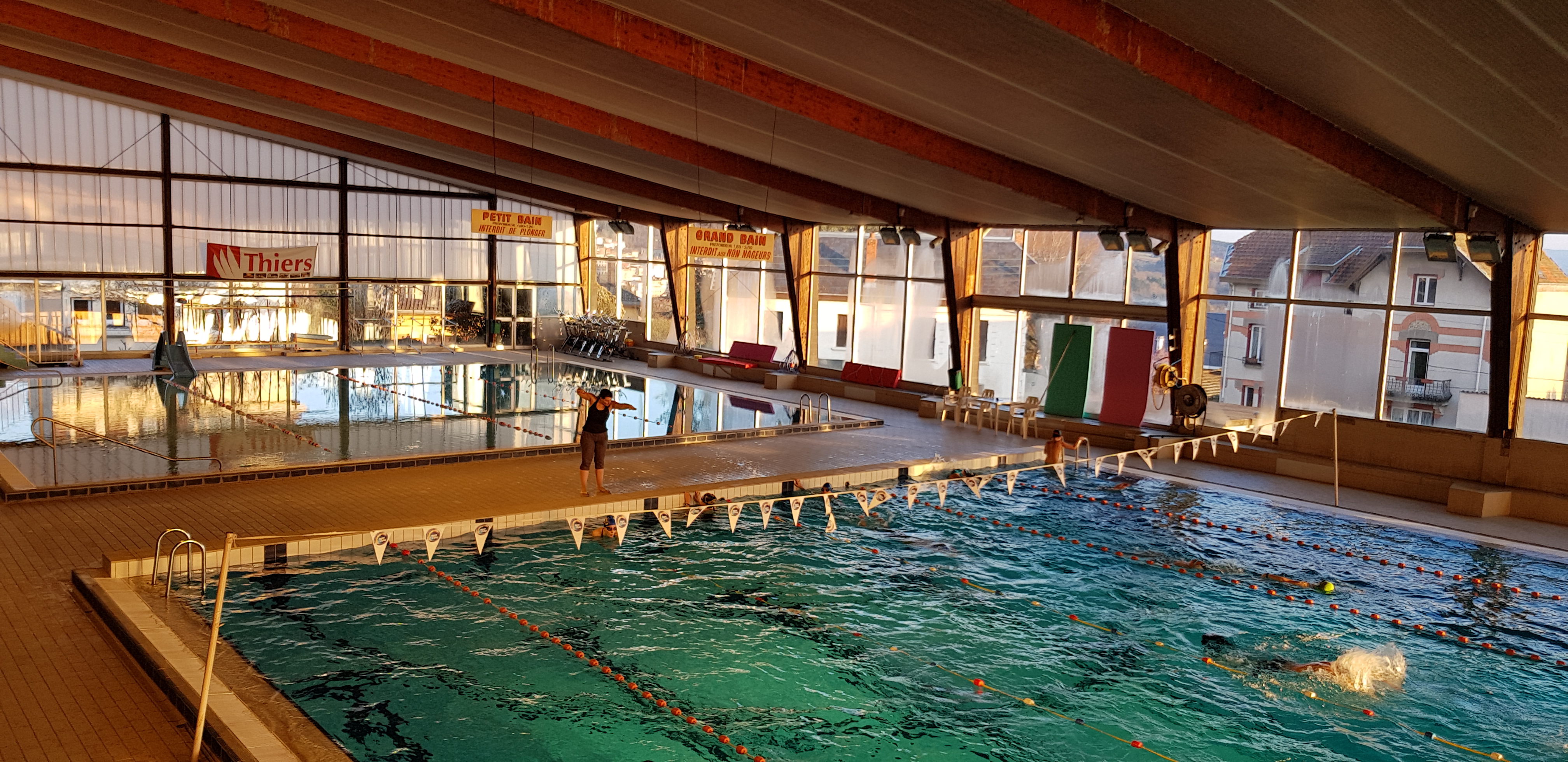
La piscine René-Barnérias à Thiers.

Natif de Thiers où son père était une figure de l'opposition, René Barnérias a exercé la profession d’agent d’assurance avant d’être élu maire de Thiers en 1971.
La défaite des socialistes conduits par Fernand Sauzedde en 1971 est une grande surprise dans un bastion traditionnellement de gauche. René Barnérias gagne ensuite les postes de conseiller général du canton de Thiers en 1973 et de député du Puy-de-Dôme en mars 1978. 
Les divisions au sein de la droite locale lui seront cependant fatales. Il ne parviendra à faire renouveler aucun de ses mandats et Maurice Adevah-Pœuf lui succèdera à la mairie et aux assemblées départementales et nationales. Aux législatives de 1981, il ne peut défendre ses chances. Il est en effet écarté par sa formation, qui préfère présenter à la candidature le secrétaire d'état Michel Debatisse, qui sera battu par Maurice Adevah-Pœuf. René Barnérias se retire de la vie politique.

Il meurt le 13 février 2011 dans l'incendie accidentel de son domicile, à Chausseterre. La ville de Thiers lui rend hommage en donnant son nom à la piscine municipale dont il est à l'initiative de la construction.
Maire de la ville à l'époque du tournage de L'Argent de poche de François Truffaut, il tient un petit rôle dans le film. Il interprète Monsieur Desmouceaux, le père handicapé de Patrick.

## Mandats parlementaires
- 1978 - 1981 : député du Puy-de-Dôme (UDF)

## Mandats politiques locaux
- 1971 - 1977 : maire de Thiers (UDF)
- 1973 - 1979 : conseiller général de Thiers (UDF)